# Colun
La Cooperativa Agrícola y Lechera de La Unión Limitada, más conocida por su acrónimo Colun, es una compañía chilena cooperativa productora de leche y sus derivados, con sede en la ciudad de La Unión.

## Historia
La cooperativa fue fundada el 24 de junio de 1949 por Francisco Hoch y Juan Fischer, que agrupó a 70 productores lecheros de la zona. En los comienzos de la empresa, cuando se estaba desarrollando, elaboraba principalmente leche para el mercado de la zona central, la cual se vendía inicialmente en bloques de 18 kilos, pero luego redujeron el tamaño, haciendo paquetes de un cuarto de kilo. Luego comenzaron a distribuir leche en polvo en latas y bolsas, las que se despachaban directamente a panaderías, pastelerías y fábricas de chocolate.
Después de un tiempo, la empresa comienza a fabricar en forma masiva los quesos, que al final se transformaron en el principal producto elaborado por la Cooperativa. Luego se creó el departamento de exportaciones en 1986, realizando la primera exportación de quesos con destino a Brasil.

## Publicidad
Colun es recordada en la memoria colectiva chilena por dos comerciales de culto: el spot de Manjar Colun de 1989, protagonizado por dos niños, y el spot institucional de su actual eslogan «Toda la magia del sur» de 2002.

### Eslóganes
- 1979-1986: ¡Cómo Ud. los quiere!
- 1986-1994: El sabor de su cariño, a toda hora
- 1995-2002: Naturalmente de verdad
- 2002-presente. Toda la magia del sur

## Productos
- Quesos:
  - Fundido Laminado
  - Fundido Laminado Los Alerces
  - Mantecoso
  - Ranco
  - Gouda
  - Light
  - Crema
  - Mozzarella
  - Reggianito
  - Parmesano
  - Azul
  - Brie
  - Camembert
  - Edam
  - Untable
  - Mantecoso Extra Madurado
  - Maasdam
  - Queso Rio Bueno
- Quesillos
  - Quesillo Light
- Yogur:
  - Batido
  - Batido Light
  - Batido Los Alerces
  - Frutos Creme
  - Yoghurt Del Sur
  - Griego
  - Griego Light
  - Sin Lactosa
  - Natural No Endulzado Sin Lactosa
  - Con Cereal
  - Con Cereal Light
  - Yogumix
  - Light Sin Lactosa
  - Protein Plus!
  - Squeeze Kids
  - Defensas Kids
  - Vilib Digestión
  - Frutos Light
  - Fusión Cereales
- Manjar
  - Manjar Rio Bueno
  - Manjar Light
  - Manjar Sin Lactosa
  - Manjar Sin Azúcar
  - Manjar Receta de Campo
- Mantequilla:
  - Con Sal
  - Untable Con Sal
  - Sin Sal
- Leche:
  - Blanca
  - Cultivada
  - Sabor
  - Origen Chocolate
  - Blanca Sin Lactosa
  - Sabor Sin Lactosa
  - En Polvo
- Cremas:
  - Crema
  - Crema Light
  - Crema Sin Lactosa
- Néctar:
  - Piña UHT
  - Naranja
  - Damasco
  - Durazno
  - Manzana
  - Piña
- Postres:
  - Flan
  - Flan Light
  - Flan Del Sur
  - Jaleas
  - Tentación
- Agua:
  - Agua Lima-limón
  - Agua Naranja
- Postres del Sur